# Sauðárkrókur
Sauðárkrókur là một thị xã nằm cạnh vịnh Skagafjörður miền bắc Iceland và là một phần của khu tự quản Skagafjörður.
Sauðárkrókur là thị xã lớn nhất miền tây bắc Iceland và là điểm dân cư lớn thứ nhì bờ bắc Iceland, với dân số 2.572. Đây là trung tâm tài chính và thương mại trong khu vực, và là một cầu nối quan trọng trong sản xuất thực phẩm tại Iceland. Dân số Sauðárkrókur tăng đều trong những năm qua.